# Pepe Jeans
Pepe Jeans London es una empresa de ropa de ocio europea presente en numerosos países. Su sede está situada en Londres, la ciudad donde se fundó, mientras que las oficinas centrales y la sede fiscal de la compañía esta en San Felíu de Llobregat, España.

## Historia
En 1973 el empresario de ropa vaquera Shantilal Parmar contrató a Nitin Shah, quien trabajaba en una gasolinera, para que vendiera pantalones vaqueros. Shah conoció así el mundo de la moda.
Nitin comenzó su propio camino y, con ayuda de sus hermanos Arun y Milan, abrieron su primera tienda: Sholemay Ltd, Pepe Jeans. Lo nombraron "Pepe" porque era un nombre corto y fácil de recordar.
Los hermanos abrieron un puesto en una calle que daba a Portobello Road Market en el oeste de Londres, que alquilaron y abrieron cada sábado, como segundo trabajo. Cuando el negocio comenzó a prosperar, la compañía de Shantilal Parmar, el antiguo jefe de Nitin Shah, creó pantalones vaqueros para los hermanos, para que los vendieran en el puesto.
En 1975, ya contaban con cuatro puestos de venta en Londres. Uno de ellos en Kensington Market, lugar donde se concentraron muchos otros vendedores de ropa vaquera. Gracias a su expansión abrieron una boutique de Pepe Jeans en la calle londinense de Kings Road, a la que le siguió otra en Carnaby Street, así como una oficina y almacén de 2.500 m² en Avonmore Trading Estate.
En los años 1980 la empresa ganó en popularidad en Europa. Las canciones "Heart And Soul" de T'Pau y How Soon is Now? de The Smiths se utilizaron para promocionar la marca en 1987 y en 1988, respectivamente.
El logo actual de la empresa data de 1992.
La sede española es propietaria de la marca en todo el mundo salvo en los Estados Unidos, donde pertenece a sus fundadores. La compañía se fusionó con otra empresa de origen inglés, Hackett, que también fue adquirida por Torreal y que, finalmente, se integró en Pepe Jeans.
Pepe Jeans se hizo a principios de 2014 con la gestión en la península ibérica de Calvin Klein Jeans, Calvin Klein Underwear y Calvin Klein platinum Label reforzando la marca en el mercado español con nuevas aperturas.
En 2015 la empresa fue comprada por la compañía libanesa M1 Group al grupo Torreal, grupo inversor del empresario español Juan Abelló.
En 2016 el grupo adquiere la marca de moda francesa Façonnable.